# Chevrolet Series AB
Chevrolet Series AB – samochód osobowy wyprodukowany pod amerykańską marką Chevrolet w 1928 roku.

## Galeria

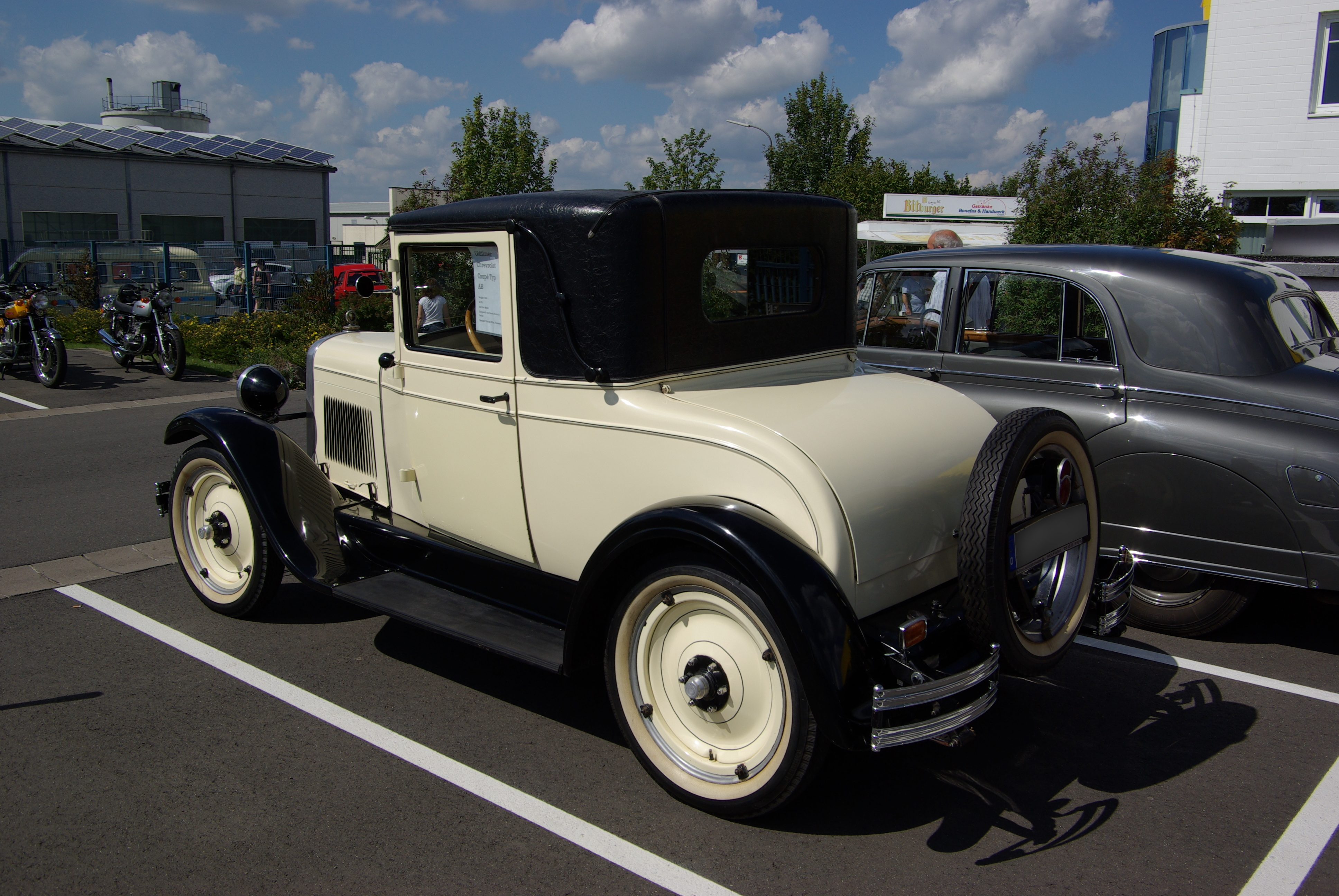
Chevrolet Series AB - tył
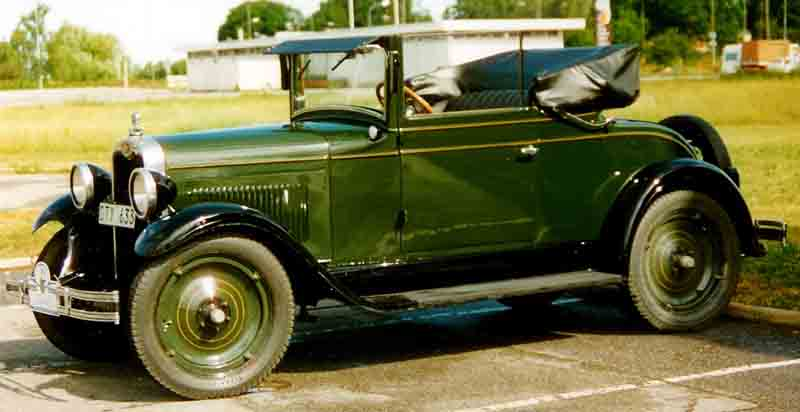
Chevrolet Series AB Cabriolet